# Epidendrum flexuosum
Epidendrum flexuosum är en orkidéart som beskrevs av Georg Friedrich Wilhelm Meyer. Epidendrum flexuosum ingår i släktet Epidendrum och familjen orkidéer. Inga underarter finns listade i Catalogue of Life.

## Bildgalleri

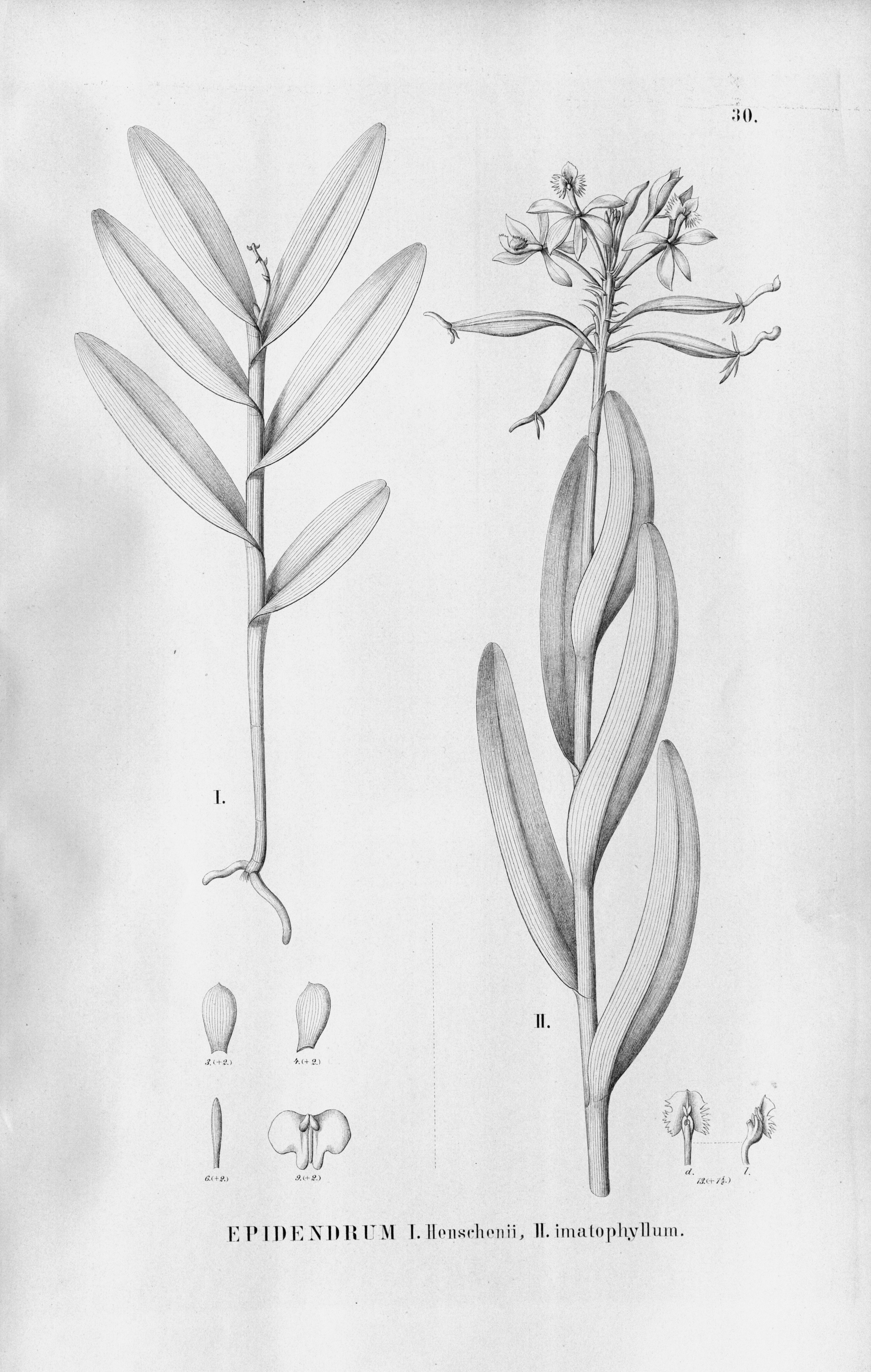